# Landkreis Wittlage
Der Landkreis Wittlage war ein Kreis im früheren Regierungsbezirk Osnabrück in Niedersachsen. Der Sitz der Kreisverwaltung befand sich in der Burg Wittlage, dem früheren Sitz des Amtsvogts, in der Gemeinde Wittlage (heute ein Ortsteil von Bad Essen). Wichtigste Orte waren Bohmte und Bad Essen. Das Kreisgebiet grenzte im Norden an die Landkreise  Diepholz und Vechta, im Osten an den nordrhein-westfälischen Kreis Lübbecke, im Süden an den Landkreis Melle und im Westen an die Landkreise Osnabrück und Bersenbrück.
Wenn von den Gemeinden des früheren Kreisgebietes die Rede ist, werden heute oft die Begriffe Altkreis Wittlage und Wittlager Land benutzt.
Der Landkreis war einer ohne Städte.

## Geographie

### Lage
Das südliche Kreisgebiet wird durch das Wiehengebirge geprägt. Die höchste Erhebung befindet sich offiziell mit dem Schwarzen Brink (211 m) in Lintorf. Eine namenlose Ackerfläche nördlich von Büscherheide liegt jedoch 215 m ü. NN. Das nördliche Kreisgebiet ist flach und im Nordwesten durch Moore geprägt.
Der größte Teil des Kreises wird über die Hunte nach Norden entwässert.

### Nachbarkreise
Der Landkreis grenzte Anfang 1972 im Uhrzeigersinn im Norden beginnend an die Landkreise Vechta, Grafschaft Diepholz (beide in Niedersachsen), an den Kreis Lübbecke (in Nordrhein-Westfalen) sowie an die Landkreise Melle, Osnabrück und Bersenbrück (alle wiederum in Niedersachsen).

## Geschichte
Der Landkreis Wittlage wurde im Jahre 1885 aus dem Amt Wittlage des Königreichs Hannover gebildet. Das Amt Wittlage in der damaligen Form war 1859 aus den beiden Ämtern Hunteburg (heutige Gemeinden Bohmte und Ostercappeln) und Wittlage (heutige Gemeinde Bad Essen) gebildet worden. Am 1. Juli 1972 wurde der Landkreis Wittlage mit den Landkreisen Bersenbrück, Melle und Osnabrück zum neuen Landkreis Osnabrück vereinigt. Die Gemeinden im Kreisgebiet wurden in den Gemeinden Bad Essen, Bohmte und Ostercappeln zusammengefasst.

## Bevölkerungsentwicklung
| Jahr | Einwohner |
| ---- | --------- |
| 1885 | 18.353    |
| 1890 | 18.518    |
| 1900 | 18.090    |
| 1905 | 17.986    |
| 1910 | 18.613    |
| 1925 | 19.221    |
| 1933 | 18.970    |

| Jahr | Einwohner |
| ---- | --------- |
| 1939 | 18.828    |
| 1946 | 30.145    |
| 1950 | 30.565    |
| 1956 | 27.619    |
| 1961 | 27.038    |
| 1970 | 28.021    |
| 1971 | 28.300    |

Im September 2019 zählten die heutigen Gemeinden insgesamt knapp über 38.000 Einwohner.

## Landräte
- 1885–1890 Franz Albert Siemens
- 1890–1900 Paul Telschow
- 1900–0000 Georg Graf von dem Bussche-Ippenburg (vertretungsweise)
- 1900–1905 Ferdinand von Schoenaich-Carolath
- 1905–1911 Hans von Raumer (1870–1965)
- 1911–1918 Ernst Dugend
- 1918–1920 Hans Georg von Münchhausen
- 1920–1925 Adolf Rath
- 1925–1943 Erich Glaß
- 1943–1945 Gustav Lemke (vertretungsweise)

## Wirtschaft
Die Wirtschaft war lange durch die Landwirtschaft geprägt. Erst nach dem Zweiten Weltkrieg fand eine gewisse Industrialisierung vor allem in Bohmte und im östlichen Teil des Kreises statt.

## Infrastruktur
Verkehrstechnisch war das Kreisgebiet ursprünglich gut erschlossen. Erst Ende der 1960er Jahre verschlechterten sich im Vergleich zum Umland die Verkehrsbedingungen durch den Bau der Autobahnen 1 und 30.
Die Bundesstraßen 51, 65 und 218 erschließen das ehemalige Kreisgebiet. Weiterhin führen die Bahnstrecke Bremen–Münster und die Privatbahn Wittlager Kreisbahn durch das Gebiet. Der Mittellandkanal durchquert den Kreis von West nach Ost.

## Gemeinden
Die folgende Liste enthält alle Gemeinden des Landkreises mit ihrer Einwohnerzahl vom 27. Mai 1970, der zugehörigen Samtgemeinde sowie ihrer heutigen Zugehörigkeit.
| Gemeinde           | Ew. 1970 | Samtgemeinde  | Heutige Gemeinde |
| ------------------ | -------- | ------------- | ---------------- |
| Bad Essen          | 2.441    | Bad Essen     | Bad Essen        |
| Barkhausen         | 385      | Barkhausen    | Bad Essen        |
| Bohmte             | 4.252    | –             | Bohmte           |
| Brockhausen        | 416      | Barkhausen    | Bad Essen        |
| Broxten            | 700      | Venne         | Ostercappeln     |
| Büscherheide       | 215      | –             | Bad Essen        |
| Dahlinghausen      | 381      | Lintorf       | Bad Essen        |
| Eielstädt          | 582      | Bad Essen     | Bad Essen        |
| Haaren             | 689      | Ostercappeln  | Ostercappeln     |
| Harpenfeld         | 515      | Bad Essen     | Bad Essen        |
| Heithöfen          | 185      | Lintorf       | Bad Essen        |
| Herringhausen      | 1.265    | Herringhausen | Bohmte           |
| Hitz-Jöstinghausen | 565      | Ostercappeln  | Ostercappeln     |
| Hördinghausen      | 302      | Lintorf       | Bad Essen        |
| Hüsede             | 648      | Bad Essen     | Bad Essen        |
| Linne              | 444      | Barkhausen    | Bad Essen        |
| Lintorf            | 945      | Lintorf       | Bad Essen        |
| Lockhausen         | 539      | Bad Essen     | Bad Essen        |
| Meyerhöfen         | 614      | Hunteburg     | Bohmte           |
| Niewedde           | 494      | Venne         | Ostercappeln     |
| Nordhausen         | 180      | Ostercappeln  | Ostercappeln     |
| Ostercappeln       | 1.915    | Ostercappeln  | Ostercappeln     |
| Rabber             | 970      | Barkhausen    | Bad Essen        |
| Schwagstorf        | 1.587    | –             | Ostercappeln     |
| Schwege            | 933      | Hunteburg     | Bohmte           |
| Stirpe-Oelingen    | 686      | Herringhausen | Bohmte           |
| Vorwalde           | 933      | Venne         | Ostercappeln     |
| Wehrendorf         | 994      | Bad Essen     | Bad Essen        |
| Welplage           | 1.679    | Hunteburg     | Bohmte           |
| Wimmer             | 822      | Lintorf       | Bad Essen        |
| Wittlage           | 745      | Bad Essen     | Bad Essen        |

## Wappen
Im Wappen des Landkreises Wittlage sind die alten Burgsiegel der beiden Burgmannschaften „Hunteburg“ und „Wittlage“ enthalten, und zwar das Rad des Hochstifts Osnabrück und die Burg mit dem Burgpatron St. Petrus. Das Wappen wurde am 19. Juni 1948 durch das niedersächsische Innenministerium genehmigt. Neben dem letzten amtlichen Wappen gibt es eine ältere Version mit zwei Wächtern mit Hellebarden, die in den Fenstern der Seitentürme stehen.

## Kfz-Kennzeichen
Am 1. Juli 1956 wurde dem Landkreis bei der Einführung der bis heute gültigen Kfz-Kennzeichen das Unterscheidungszeichen WTL zugewiesen. Es wurde bis zum 11. Oktober 1972 ausgegeben. Aufgrund der Kennzeichenliberalisierung ist es seit dem 11. Juni 2018 im Landkreis Osnabrück erhältlich.